# 冴羽菜々
冴羽 菜々（さえば なな）は、日本の元AV女優。1980年代末期アイドル路線風のロリータルックスを持つ。

## 出演作

### アダルトビデオ

#### 冴羽菜々名義
- 原色VIDEO図鑑 ナース倶楽部 Vol.01（宇宙企画）共演：美咲舞、渡真利みき、森下茜、小泉綾
- ガキのFUCKやあらへんで!!（アロックス、1992年）監督：斉藤修
- ミルク飲み菜々ちゃん（アロックス、1992年）監督：相川和義
- 女校生緊縛白書(メモリアル版)（シネマジック）監督：雪村春樹
- AV ACTRESS 冴羽菜々
- 奈々はエッチが好きなの
- いたずらっこ腰がクネクネ（1993年）
- ベッドのヒロイン （1993年）

### 雑誌
- 微熱少女（1993年2月号）冴羽名義